# Hualañé
Hualañé ist eine Stadt und Gemeinde in der Provinz Curicó in der Región del Maule in Chile. Bei der Volkszählung im Jahr 2017 hatte sie 9657 Einwohner. Die Gemeinde erstreckt sich über eine Fläche von 629 km².

## Geschichte
Am 21. April 1912 wurde die Eisenbahnstrecke Curicó–Hualañé eingeweiht. Am 28. Januar 1928 wurde die Gemeinde Hualañé gegründet.
Das Erdbeben in Chile am 27. Februar 2010 verrichtete schwere Schäden am Kulturerbe sowie an der kommunalen und Wohninfrastruktur der Gemeinde. Einer der großen Verluste des Kulturerbes war die 1934 erbaute Kirche und das örtliche Krankenhaus. In Zusammenarbeit mit der japanischen Regierung wurde das Krankenhaus wieder aufgebaut, das seitdem den Namen Hospital Chileno Japonés trägt.
Im Sommer 2017 kam es in Hualañé zu einem großen Waldbrand auf seinem Gemeindegebiet sowie in weiten Teilen des zentralen Gebiets Chiles. Die unkontrollierte Ausbreitung des Feuers veranlasste die Regierung, die Gemeinde zum Katastrophengebiet zu erklären. Der Vorfall war der größte Waldbrand in der Geschichte der zentralen Zone Chiles und mobilisierte Feuerwehrleute aus dem ganzen Land, die Streitkräfte sowie umfangreiche Land- und Luftressourcen, um ihn unter Kontrolle zu bringen.

## Bevölkerung
Laut der Volkszählung des Nationalen Statistikinstituts von 2002 hatte Hualañé 9741 Einwohner. Davon lebten 5198 (53,4 %) in städtischen Gebieten und 4543 (46,6 %) auf dem Land. Zu dieser Zeit gab es 5059 Männer und 4682 Frauen. Die Bevölkerung wuchs zwischen den Volkszählungen von 1992 und 2002 um 4,8 % (443 Personen). Im Jahr 2017 zählte man 9657 Personen.

## Persönlichkeiten
- Claudio Meneses (* 1988), Fußballspieler